# كارل جافي
كارل جافي (بالألمانية: Carl Jaffe)‏ هو ممثل ألماني، ولد في 21 مارس 1902 بهامبورغ في ألمانيا، وتوفي في 12 أبريل 1974 بلندن في المملكة المتحدة.

## أعمال

### أفلام
- (1952) إيفانهوي[5][6]

## وصلات خارجية
- كارل جافي على موقع IMDb (الإنجليزية)
- كارل جافي على موقع ألو سيني (الفرنسية)
- كارل جافي على موقع أول موفي (الإنجليزية)
- كارل جافي على موقع قاعدة بيانات الأفلام السويدية (السويدية)
- كارل جافي على موقع قاعدة بيانات الفيلم (الإنجليزية)
- كارل جافي على موقع كينوبويسك (الروسية)